# Ocosia
Ocosia es un género de peces de la familia Tetrarogidae, del orden Scorpaeniformes. Este género marino fue descrito científicamente en 1904 por David Starr Jordan y Edwin Chapin Starks.

## Especies
Especies reconocidas del género:
- Ocosia apia Poss & Eschmeyer, 1975
- Ocosia fasciata Matsubara, 1943
- Ocosia possi Mandritsa & S. I. Usachev, 1990
- Ocosia ramaraoi Poss & Eschmeyer, 1975
- Ocosia spinosa L. C. Chen, 1981
- Ocosia vespa D. S. Jordan & Starks, 1904
- Ocosia zaspilota Poss & Eschmeyer, 1975